# Michael Garvis
Michael Garvis –conocido como Mike Garvis– es un deportista estadounidense que compitió en piragüismo en la modalidad de eslalon. Ganó cinco medallas en el Campeonato Mundial de Piragüismo en Eslalon entre los años 1981 y 1985.

## Palmarés internacional
| Campeonato Mundial | Campeonato Mundial | Campeonato Mundial | Campeonato Mundial |
| Año                | Lugar              | Medalla            | Competición        |
| ------------------ | ------------------ | ------------------ | ------------------ |
| 1981               | Bala (Reino Unido) | Medalla de oro     | C2 individual      |
| 1981               | Bala (Reino Unido) | Medalla de bronce  | C2 por equipos     |
| 1983               | Merano (Italia)    | Medalla de plata   | C2 por equipos     |
| 1983               | Merano (Italia)    | Medalla de bronce  | C2 individual      |
| 1985               | Augsburgo (RFA)    | Medalla de bronce  | C2 por equipos     |